# U-21-Fußball-Europameisterschaft 1984
An der U-21-Fußball-Europameisterschaft 1984 beteiligten sich 30 Nationalmannschaften.
Die Ausscheidungsspiele in den acht Qualifikationsgruppen wurden am 1. Mai 1982 gestartet und am 21. Dezember 1983 abgeschlossen. Das Viertelfinale wurde in der Zeit vom 28. Februar bis 11. April 1984 und das Halbfinale wurde in der Zeit von 18. April bis 2. Mai 1984 ausgetragen. Die Endspiele um den Titel fanden am 17. und am 24. Mai 1984 statt, wobei sich England gegen Spanien mit einem Gesamtergebnis von 2:1 durchsetzte und seinen Europameistertitel von 1982, den zweiten insgesamt, erfolgreich verteidigen konnte.
Deutschland, die DDR, Österreich und die Schweiz schieden bereits in der Vorrunde aus.

## Modus
Die 30 Nationalmannschaften wurden in acht Gruppen – sechs Gruppen zu vier und zwei Gruppen zu drei Mannschaften – gelost. Die Nationalauswahlen hatten ihre Begegnungen mit Hin- und Rückspiel auszutragen. Die jeweiligen Gruppensieger (gelb gekennzeichnet) waren für das Viertelfinale qualifiziert, ab dem in Hin- und Rückspiel im K.-o.-System bis zum Finale gespielt wurde.

## Teilnehmer
| Gruppe 1   | Gruppe 2    | Gruppe 3     | Gruppe 4    |
| ---------- | ----------- | ------------ | ----------- |
| Belgien    | Finnland    | Dänemark     | Bulgarien   |
| DDR        | Polen       | England      | Norwegen    |
| Schottland | Portugal    | Griechenland | Wales       |
| Schweiz    | Sowjetunion | Ungarn       | Jugoslawien |

| Gruppe 5         | Gruppe 6       | Gruppe 7    | Gruppe 8   |
| ---------------- | -------------- | ----------- | ---------- |
| Italien          | Albanien       | Island      | Frankreich |
| Rumänien         | BR Deutschland | Niederlande | Luxemburg  |
| Tschechoslowakei | Österreich     | Spanien     | Schweden   |
| Zypern           | Türkei         |             |            |

## Abschneiden der deutschsprachigen Mannschaften

### Deutschland und Österreich
In Gruppe 6 trafen Deutschland und Österreich auf Albanien und die Türkei. Österreich musste sich gleich im ersten Spiel in Mürzzuschlag gegen Albanien mit 1:2 geschlagen geben und kam in Hollabrunn gegen die Türkei über ein 1:1 nicht hinaus. Etwas besser startete Deutschland, das in Albanien 1:1-Unentschieden spielte und in der Türkei 1:0 gewann. In den direkten Duellen gab es in St. Pölten ein 1:1-Remis und in Arnsberg einen 2:1-Heimsieg Deutschlands. Für die Österreicher folgten in Albanien mit 0:3 und in der Türkei mit 0:5 schwere Schlappen. Deutschland blieb mit einem 7:0 Kantersieg in Berlin über die Türkei weiter im Rennen um den Gruppensieg. Dazu wäre jedoch im letzten Spiel in Trier ein Sieg notwendig gewesen. Deutschland kam über ein 1:1 nicht hinaus und musste Albanien sensationellerweise den Gruppensieg überlassen.

### DDR und Schweiz
Die DDR und die Schweiz trafen in Gruppe 1 auf Belgien und Schottland. Ein 0:0 zum Auftakt in Belgien blieb der einzige Punktgewinn der Schweizer in dieser Gruppe, womit sie den letzten Platz einnahmen. Besser lief es für die DDR, die nicht nur beide Spiele gegen die Schweiz – 6:5 in Biel und 2:1 in Brandenburg (Havel) – gewinnen konnte, sondern auch in Weißenfels gegen Belgien 2:1 siegte. Auf Grund einer 0:2-Niederlage in Edinburgh und eines 1:1-Unentschiedens im Rückspiel in Jena musste sich die DDR letztlich hinter Schottland mit dem zweiten Gruppenplatz begnügen.

## Qualifikation

### Gruppe 1
Tabelle
| Pl. | Land       | Sp. | S | U | N | Tore    | Diff. | Punkte |
| --- | ---------- | --- | - | - | - | ------- | ----- | ------ |
| 1.  | Schottland | 6   | 4 | 2 | 0 | 011:600 | +5    | 14     |
| 2.  | DDR        | 6   | 3 | 1 | 2 | 013:140 | −1    | 10     |
| 3.  | Belgien    | 6   | 2 | 2 | 2 | 008:600 | +2    | 08     |
| 4.  | Schweiz    | 6   | 0 | 1 | 5 | 010:160 | −6    | 01     |

Spielergebnisse
| 5. Oktober 1982   | Belgien    | – | Schweiz    | 0:0 |
| 12. Oktober 1982  | Schottland | – | DDR        | 2:0 |
| 16. November 1982 | Schweiz    | – | Schottland | 3:4 |
| 14. Dezember 1982 | Belgien    | – | Schottland | 1:2 |
| 29. März 1983     | DDR        | – | Belgien    | 2:1 |
| 29. März 1983     | Schottland | – | Schweiz    | 2:1 |

### Gruppe 2
Tabelle
| Pl. | Land        | Sp. | S | U | N | Tore    | Diff. | Punkte |
| --- | ----------- | --- | - | - | - | ------- | ----- | ------ |
| 1.  | Polen       | 6   | 3 | 2 | 1 | 009:300 | +6    | 11     |
| 2.  | Sowjetunion | 6   | 2 | 3 | 1 | 008:600 | +2    | 09     |
| 3.  | Finnland    | 6   | 1 | 3 | 2 | 005:800 | −3    | 06     |
| 4.  | Portugal    | 6   | 1 | 2 | 3 | 003:800 | −5    | 05     |

Spielergebnisse
| 5. September 1982  | Sowjetunion | – | Polen    | 1:1 |
| 8. September 1982  | Finnland    | – | Polen    | 0:0 |
| 21. September 1982 | Finnland    | – | Portugal | 1:1 |
| 9. Oktober 1982    | Portugal    | – | Polen    | 1:0 |
| 12. Oktober 1982   | Sowjetunion | – | Finnland | 2:2 |
| 27. Oktober 1982   | Polen       | – | Finnland | 4:0 |

### Gruppe 3
Tabelle
| Pl. | Land         | Sp. | S | U | N | Tore    | Diff. | Punkte |
| --- | ------------ | --- | - | - | - | ------- | ----- | ------ |
| 1.  | England      | 6   | 5 | 1 | 0 | 013:400 | +9    | 16     |
| 2.  | Griechenland | 6   | 3 | 2 | 1 | 006:400 | +2    | 11     |
| 3.  | Ungarn       | 6   | 1 | 1 | 4 | 007:800 | −1    | 04     |
| 4.  | Dänemark     | 6   | 1 | 1 | 4 | 006:160 | −10   | 04     |

Spielergebnisse
| 21. September 1982 | Dänemark     | – | England      | 1:4 |
| 16. November 1982  | Griechenland | – | England      | 1:0 |
| 29. März 1983      | England      | – | Griechenland | 2:1 |
| 26. April 1983     | Dänemark     | – | Griechenland | 1:1 |
| 26. April 1983     | England      | – | Ungarn       | 1:0 |
| 14. Mai 1983       | Ungarn       | – | Griechenland | 1:1 |

### Gruppe 4
Tabelle
| Pl. | Land        | Sp. | S | U | N | Tore    | Diff. | Punkte |
| --- | ----------- | --- | - | - | - | ------- | ----- | ------ |
| 1.  | Jugoslawien | 6   | 3 | 2 | 1 | 012:500 | +7    | 11     |
| 2.  | Bulgarien   | 6   | 3 | 2 | 1 | 006:300 | +3    | 11     |
| 3.  | Wales       | 6   | 2 | 2 | 2 | 005:600 | −1    | 08     |
| 4.  | Norwegen    | 6   | 0 | 2 | 4 | 006:150 | −9    | 02     |

Spielergebnisse
| 21. September 1982 | Wales       | – | Norwegen    | 0:0 |
| 12. Oktober 1982   | Norwegen    | – | Jugoslawien | 2:2 |
| 26. Oktober 1982   | Bulgarien   | – | Norwegen    | 2:0 |
| 16. November 1982  | Bulgarien   | – | Jugoslawien | 0:2 |
| 14. Dezember 1982  | Jugoslawien | – | Wales       | 2:0 |
| 26. April 1983     | Wales       | – | Bulgarien   | 0:1 |

### Gruppe 5
Tabelle
| Pl. | Land             | Sp. | S | U | N | Tore    | Diff. | Punkte |
| --- | ---------------- | --- | - | - | - | ------- | ----- | ------ |
| 1.  | Italien          | 6   | 5 | 0 | 1 | 009:300 | +6    | 15     |
| 2.  | Tschechoslowakei | 6   | 4 | 1 | 1 | 015:700 | +8    | 13     |
| 3.  | Rumänien         | 6   | 2 | 1 | 3 | 008:120 | −4    | 07     |
| 4.  | Zypern           | 6   | 0 | 0 | 6 | 004:140 | −10   | 0      |

Spielergebnisse
| 1. Mai 1982       | Zypern           | – | Rumänien         | 1:2 |
| 27. Oktober 1982  | Italien          | – | Rumänien         | 2:0 |
| 11. November 1982 | Tschechoslowakei | – | Italien          | 2:1 |
| 1. Dezember 1982  | Zypern           | – | Italien          | 0:1 |
| 27. März 1983     | Tschechoslowakei | – | Zypern           | 2:0 |
| 16. April 1983    | Zypern           | – | Tschechoslowakei | 1:4 |

### Gruppe 6
Tabelle
| Pl. | Land           | Sp. | S | U | N | Tore    | Diff. | Punkte |
| --- | -------------- | --- | - | - | - | ------- | ----- | ------ |
| 1.  | Albanien       | 6   | 4 | 2 | 0 | 009:300 | +6    | 14     |
| 2.  | BR Deutschland | 6   | 3 | 3 | 0 | 013:400 | +9    | 12     |
| 3.  | Türkei         | 6   | 1 | 1 | 4 | 006:110 | −5    | 04     |
| 4.  | Österreich     | 6   | 0 | 2 | 4 | 004:140 | −10   | 02     |

Spielergebnisse
| 29. September 1982 | Österreich | – | Albanien       | 1:2 |
| 26. Oktober 1982   | Türkei     | – | Albanien       | 0:1 |
| 16. November 1982  | Österreich | – | Türkei         | 1:1 |
| 29. März 1983      | Albanien   | – | BR Deutschland | 1:1 |
| 22. April 1983     | Türkei     | – | BR Deutschland | 0:1 |
| 26. April 1983     | Österreich | – | BR Deutschland | 1:1 |

### Gruppe 7
Tabelle
| Pl. | Land        | Sp. | S | U | N | Tore    | Diff. | Punkte |
| --- | ----------- | --- | - | - | - | ------- | ----- | ------ |
| 1.  | Spanien     | 4   | 2 | 1 | 1 | 002:500 | −3    | 07     |
| 2.  | Niederlande | 4   | 1 | 2 | 1 | 007:300 | +4    | 05     |
| 3.  | Island      | 4   | 0 | 3 | 1 | 002:300 | −1    | 03     |

Spielergebnisse
| 31. August 1982  | Island      | – | Niederlande | 1:1 |
| 27. Oktober 1982 | Spanien     | – | Island      | 1:0 |
| 16. Februar 1983 | Niederlande | – | Spanien     | 5:0 |

### Gruppe 8
Tabelle
| Pl. | Land       | Sp. | S | U | N | Tore    | Diff. | Punkte |
| --- | ---------- | --- | - | - | - | ------- | ----- | ------ |
| 1.  | Frankreich | 4   | 3 | 1 | 0 | 010:200 | +8    | 10     |
| 2.  | Schweden   | 4   | 2 | 1 | 1 | 010:400 | +6    | 07     |
| 3.  | Luxemburg  | 4   | 0 | 0 | 4 | 001:150 | −14   | 0      |

Spielergebnisse
| 27. Oktober 1982  | Luxemburg  | – | Schweden   | 0:4 |
| 11. November 1982 | Frankreich | – | Schweden   | 1:0 |
| 23. März 1983     | Luxemburg  | – | Frankreich | 0:5 |

## Viertelfinale
Für das Viertelfinale waren die acht Gruppensieger qualifiziert.
| Datum                                         |             | Ergebnis |             | Ort       |
| --------------------------------------------- | ----------- | -------- | ----------- | --------- |
| 28. Februar 1984                              | England     | 6:1      | Frankreich  | Sheffield |
| Tore: Hateley (4), Watson, Sterland – Anziani |             |          |             |           |
| 28. März 1984                                 | Frankreich  | 0:1      | England     | Rouen     |
| Tore: Hateley                                 |             |          |             |           |
| Gesamt                                        | England     | 7:1      | Frankreich  |           |
|                                               |             |          |             |           |
| 14. März 1984                                 | Schottland  | 2:1      | Jugoslawien | Aberdeen  |
| Tore: ?                                       |             |          |             |           |
| 4. April 1984                                 | Jugoslawien | 3:1      | Schottland  | Belgrad   |
| Tore: ?                                       |             |          |             |           |
| Gesamt                                        | Schottland  | 3:4      | Jugoslawien |           |
|                                               |             |          |             |           |
| 14. März 1984                                 | Albanien    | 0:1      | Italien     | Tirana    |
| Tore: ?                                       |             |          |             |           |
| 4. April 1984                                 | Italien     | 1:0      | Albanien    | Brescia   |
| Tore: ?                                       |             |          |             |           |
| Gesamt                                        | Albanien    | 0:2      | Italien     |           |
|                                               |             |          |             |           |
| 21. März 1984                                 | Polen       | 2:2      | Spanien     | Opole     |
| Tore: ?                                       |             |          |             |           |
| 11. April 1984                                | Spanien     | 4:1      | Polen       | Saragossa |
| Tore: ?                                       |             |          |             |           |
| Gesamt                                        | Polen       | 3:6      | Spanien     |           |

## Semifinale
| Datum                                                   |             | Ergebnis |             | Ort        |
| ------------------------------------------------------- | ----------- | -------- | ----------- | ---------- |
| 18. April 1984                                          | England     | 3:1      | Italien     | Manchester |
| Tore: Chamberlain, d’Avray, Sterland – Caton (Eigentor) |             |          |             |            |
| 2. Mai 1984                                             | Italien     | 1:0      | England     | Florenz    |
| Tore: Mancini                                           |             |          |             |            |
| Gesamt                                                  | England     | 3:2      | Italien     |            |
|                                                         |             |          |             |            |
| 25. April 1984                                          | Jugoslawien | 0:1      | Spanien     | Belgrad    |
| Tore: ?                                                 |             |          |             |            |
| 2. Mai 1984                                             | Spanien     | 2:0      | Jugoslawien | Málaga     |
| Tore: ?                                                 |             |          |             |            |
| Gesamt                                                  | Jugoslawien | 0:3      | Spanien     |            |

## Finale
| Datum                |         | Ergebnis |         | Ort       |
| -------------------- | ------- | -------- | ------- | --------- |
| 17. Mai 1984         | Spanien | 0:1      | England | Sevilla   |
| Tore: Sterland       |         |          |         |           |
| 24. Mai 1984         | England | 2:0      | Spanien | Sheffield |
| Tore: Hateley, Gayle |         |          |         |           |
| Gesamt               | Spanien | 0:3      | England |           |

## Beste Torschützen
| Platz | Spieler                   | Tore |
| ----- | ------------------------- | ---- |
| 1     | Mark Hateley              | 6    |
| 2     | Mel Sterland              | 3    |
|       | Roberto Fernández Bonillo | 3    |